# 안토니오 라브리올라

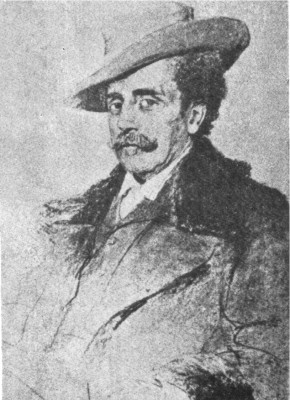

안토니오 라브리올라(이탈리아어: Antonio Labriola, 1843년 7월 2일 ~ 1904년 2월 12일)는 이탈리아의 마르크스주의 이론가 및 철학자였다. 그는 학계의 철학자였고 마르크스주의 정당의 활동적 구성원은 아니었지만, 그의 사상은 이탈리아 자유당의 창설자인 베네데토 크로체나 이탈리아 공산당의 지도자였던 안토니오 그람시와 아마데오 보르디가 등 20세기 초 이탈리아의 많은 정치이론가들에게 영향을 미쳤다.

## 생애
라브리올라는 당시 교황령에 소속된 카시노에서 학교 교사의 아들로 태어났다. 1861년에 그는 나폴리대학(University of Naples)에 입학했다. 졸업하고 그는 나폴리에 머물며 학교교사가 되었다. 이 시기 그는 철학, 역사, 생활문화 연구에 관심을 가졌다. 1870년대 초 라브리올라는 언론활동에 참여했으며, 이 시기부터 그의 저술은 자유주의적이고 반성직자주의적 관점을 보여주었다.
1874년 라브리올라는 로마에서 교수로 임명되었다. 그는 이후 로마에서 일생동안 교육, 저술, 논쟁에 참여하였다. 1873년 이후 자유주의에 대해서 그는 회의적이 되었지만, 마르크스주의로의 관점 전환은 점진적이었고, 1889년까지는 사회주의적 관점을 드러내놓고 표현하지는 않았다. 1894년 2월 2일에 그는 사망하였다.

## 사상
헤겔(Georg Wilhelm Friedrich Hegel)과 허바트(Johann Friedrich Herbart)에게 크게 영향을 받아서, 라브리올라의 마르크스주의 이론에 대한 접근방식은 카우츠키와 같은 이들의 정통이론들보다는 좀 더 개방적이었다. 그는 맑스주의를 최종적이고 자기충족적인 역사도식으로 보기보다는, 인간사를 이해하는 지침들의 조합으로 보았다.
만일 마르크스주의가 역사에서 작동하는 복합적인 사회과정과 힘들의 다양성을 고찰하려 한다면 이 지침들은 다소 엄격하지 않을 필요가 있었다. 맑스주의는 영구적인 진리를 추구하지 않으며, 만일 경험이 이념을 거스를 때 그 이념을 버릴 준비가 되어 있어야 한다는 의미에서 "비판이론"으로 이해되어야 했다. 마르크스주의에 대한 그의 서술 즉 "실천철학"(philosophy of praxis)이라는 명칭은 후일 그람시의 《옥중수고》에서 다시 나타난다.

## 저작
- Antonio Labriola. Essays on the Materialistic Conception of History. Wentworth Press (2019).

- Antonio Labriola. Socialism and Philosophy. Wentworth Press (2019).